# Phyllocnistis ephimera
Phyllocnistis ephimera är en fjärilsart som beskrevs av Turner 1926. Phyllocnistis ephimera ingår i släktet Phyllocnistis och familjen styltmalar. Inga underarter finns listade i Catalogue of Life.